# Baco (Philippines)
Pour les articles homonymes, voir Baco.
Baco est une municipalité de la province du Mindoro oriental, aux Philippines.